# 楊維楨
楊 維楨（よう いてい、元貞2年（1296年） - 洪武3年5月25日（1370年6月19日））は、中国元代の詩人。字は廉夫。号は鉄崖。

## 生涯
紹興府諸曁県の出身。生家は商人と思われる。泰定4年（1327年）、進士に及第。出身地でしばらくは税務官吏を勤めたが辞職し、各地を放浪し詩社を指導しながら75年の生涯を終えた。
その詩風は常識や日常の域を乗りこえることを目指し、華麗で自由奔放な表現を特徴とする。過去の詩では六朝の『楽府』、唐代の李白や李賀を模範とする。吉川幸次郎は、維楨を「南方市民文学の指導者」と称する。

## 著作
- 『安岳集』
- 『春秋合題著説』
- 『四書一貫録』
- 『五経鈐鍵』
- 『史義拾遺』
- 『鉄崖古楽府』10巻
- 『楽府補』6巻
- 『東維子集』30巻
- 『楊鉄崖詩集』26巻